# Autostrada A28 (Portugalia)
Autostrada A28 (port. Autoestrada A28, Autoestrada do Litoral Norte) – autostrada w północnej Portugalii, przebiegająca przez dystrykty Porto, Braga i Viana do Castelo.
Autostrada łączy Porto z Viana do Castelo i dalej biegnie do Valença przy granicy z Hiszpanią.